# Nitroxid-vermittelte Polymerisation
Die Nitroxid-vermittelte Polymerisation (englisch nitroxide-mediated polymerization, NMP) ist eine Art der kontrollierten radikalischen Polymerisation. Diese beruht darauf, dass Nitroxide (Aminoxyl-Radikale) mit dem aktiven Kettenende reversibel zu einer sogenannten schlafenden Spezies reagieren können. Das Gleichgewicht zwischen aktiven und inaktiven Kettenende liegt stark auf der Seite der schlafenden Spezies, wodurch die Konzentration an aktiver Spezies sehr gering ist. Die Wahrscheinlichkeit, dass sich zwei aktive Ketten treffen und abbrechen wird somit minimiert.
2,2,6,6-Tetramethylpiperidinyloxyl (TEMPO) ist ein Radikal, das zu stabil ist, um Monomere anzugreifen. Es kann aber mit anderen Radikalen reversibel zur schlafenden Spezies reagieren.
Das Verfahren wurde in den 1970er Jahren an der Commonwealth Scientific and Industrial Research Organisation (CSIRO) in Australien in der Gruppe von David Henry Solomon entwickelt. Beteiligt war auch Ezio Rizzardo.

## Beispiel
Betrachtet man eine Sequenz des Polystyrols, so ist das Kettenende reversibel mit der Spezies TEMPO verbunden. Bei 80 °C liegt folgendes Gleichgewicht vor:
Liegt eine Polystyrolkette mit reaktivem Ende vor, so kann dieses normal unter Kettenwachstumsreaktion weiter reagieren. Ist diese jedoch reversibel mit TEMPO verbunden, ruht die Reaktion.